# Sherwood MacDonald
Sherwood MacDonald, (o Sherwood McDonald) (New York, 30 giugno 1880 – Canoga Park, 25 gennaio 1968), è stato un regista, sceneggiatore e produttore cinematografico statunitense che lavorò nel cinema all'epoca del muto iniziando la sua carriera di regista per la Balboa Amusement Producing Company.

## Biografia
Dal suo primo film, girato nel 1914, fino al 1925, quando firmò cinque cortometraggi che furono le sue ultime regie, diresse ventun pellicole. Tra il 1922 e il 1923, fu - occasionalmente - anche sceneggiatore e produttore.

## Filmografia

### Regista
- Ill Starred Babbie (1914)
- The Red Circle - serial (1915)
- The Matrimonial Martyr (1916)
- The Sultana (1916)
- Sold at Auction (1917)
- Sunny Jane (1917)
- The Wildcat (1917)
- The Checkmate (1917)
- A Bit of Kindling
- Betty Be Good (1917)
- Bab the Fixer (1917)
- No Children Wanted (1918)
- Miss Mischief Maker
- Little Miss Grown-Up
- Muggsy
- Cold Steel (1921)
- Artist Blues
- The Raid
- Moonlight Nights
- Hay Fever Time
- Merry Widower

### Sceneggiatore
- The Girl from Rocky Point, regia di Fred Becker (come Fred G. Becker)

### Produttore
- Circus Joys (1923)